# Vandflyver
En vandflyver (eller søfly) er et fly, der er i stand til at lette fra og lande på vandet.
Rene vandflyvere opdeles i to kategorier:
- Flyvebåde har et bådformet skrog, hvis underside gør dem egnet til at accelerere fra en vandoverflade.
- Pontonfly har erstattet de normale landingshjul med to eller flere pontoner.

Fly der kan lande på både landjorden og på vandet kaldes for amfibiefly.

## Eksempler på vandflyvere
- Short Sunderland
- Consolidated PBY Catalina
- DHC-6 Twin Otter

### Danske vandflyselskaber
- Nordic Seaplanes